# Campeonato manomanista de promoción 2019
El Campeonato manomanista de promoción 2019, competición de pelota vasca en la variante de pelota mano profesional de segunda categoría, que se está disputando en el año 2019. Es organizada por la LEPM (Liga de Empresas de Pelota Mano), compuesta por las dos principales empresas dentro del ámbito profesional de la pelota mano, Asegarce y ASPE. 

## Pelotaris
| - Pelotaris de Asegarce: - Aitor Aranguren - Jon Erasun - Diego Iturriaga - Beñat Urretabizkaia |  | - Pelotaris de ASPE: - Aitor Elordi - Darío Gómez - Andoni Ugalde - Javier Zabala |

## Cuartos de final
| Fecha    | Frontón y localidad              | Rojo      | Azul             | Tanteo |
| -------- | -------------------------------- | --------- | ---------------- | ------ |
| 01/05/19 | Frontón Municipal, Vergara       | Iturriaga | Zabala           | 10-22  |
| 03/05/19 | Frontón Jai Alai, Orduña         | Elordi    | Urretabizkaia II | 22-11  |
| 03/05/19 | Frontón Atano III, San Sebastián | Ugalde    | Aranguren        | 6-22   |
| 06/05/19 | Frontón Beotibar, Tolosa         | Darío     | Erasun           | 21-5   |

## Semifinales
| Fecha    | Frontón y localidad       | Rojo   | Azul      | Tanteo |
| -------- | ------------------------- | ------ | --------- | ------ |
| 11/05/19 | Frontón Labrit, Pamplona  | Darío  | Aranguren | 22-11  |
| 12/05/19 | Frontón Adarraga, Logroño | Elordi | Zabala    | 22-14  |

## Tercer y cuarto puesto
| Fecha    | Frontón y localidad | Rojo      | Azul   | Tanteo |
| -------- | ------------------- | --------- | ------ | ------ |
| 19/05/19 |                     | Aranguren | Zabala | -      |

## Final
| Fecha    | Frontón y localidad | Rojo  | Azul   | Tanteo |
| -------- | ------------------- | ----- | ------ | ------ |
| 25/05/19 |                     | Darío | Elordi | -      |

- Datos: Q64530093